# Pietsham
Pietsham (um 1867 Bietzham oder Pietzham) ist ein Ortsteil in der Gemeinde Rattenkirchen im oberbayerischen Landkreis Mühldorf am Inn.

## Lage
Die Einöde Pietsham liegt unmittelbar nördlich der Bundesstraße B12 etwa 1,5 Kilometer südlich von Rattenkirchen und in der Luftlinie 2,75 Kilometer südlich der Bundesautobahn A 94, von deren Ausfahrt 17 (Heldenstein) sie auf einer 4,5 Kilometer langen Fahrt erreichbar ist.

## Bevölkerungsentwicklung

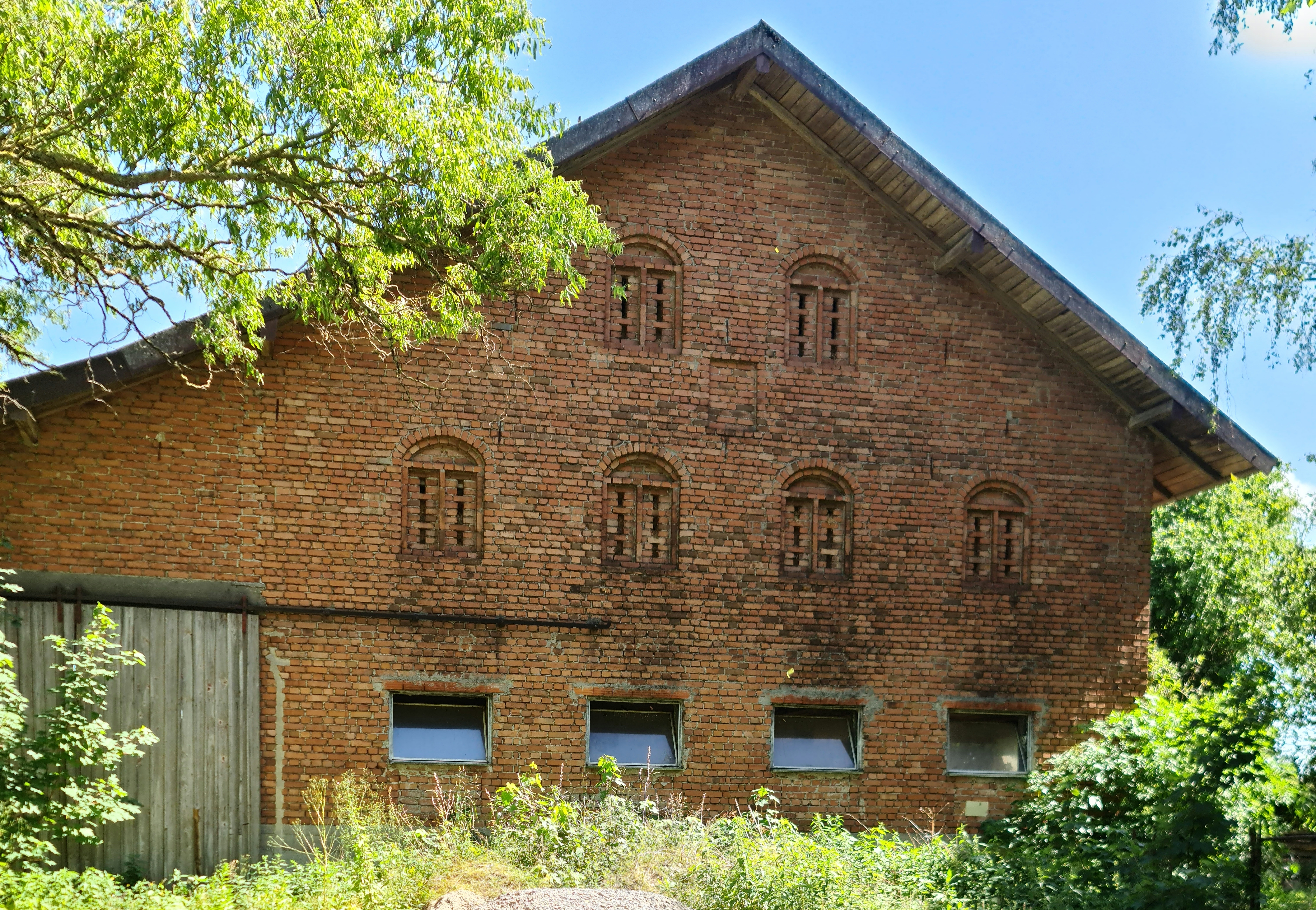
Pietsham 1

In Pietsham gab es 1861 insgesamt 63 Einwohner in 27 Gebäuden. Im Mai 1987 gab es 27 Einwohner in sieben Wohngebäuden, von denen eines in zwei Wohnungen aufgeteilt war.
| Jahr      | 1861 | 1871 | 1925 | 1950 | 1970 | 1987 |
| Einwohner | 63   | 60   | 55   | 54   | 40   | 29   |